# Quintanavides
Quintanavides es un municipio y localidad española de la provincia de Burgos, en la comunidad autónoma de Castilla y León, comarca de La Bureba, partido judicial de Briviesca.

## Geografía
Está integrado en la comarca de La Bureba, situándose a 28 kilómetros del centro de la capital burgalesa. Su término municipal está atravesado por la carretera N-1 (entre los pK 266 y 268) y la autovía A-1 (antigua AP-1). 
Su territorio forma parte del llamado corredor de La Bureba, paso natural a la Meseta Norte desde el País Vasco por donde discurre también el río Cerratón, quedando al norte elevados páramos entre los que destaca el Monte Pelado (1095 metros) y cerrado al sur por las estribaciones de los Montes de Oca que alcanzan también los 1000 metros de altitud. El pueblo se alza a 825 metros sobre el nivel del mar. 
| Noroeste: Santa Olalla de Bureba | Norte: Galbarros              | Noreste: Briviesca (exclave)                 |
| Oeste: Santa Olalla de Bureba    |                               | Este: Briviesca (exclave) y Castil de Peones |
| Suroeste: Santa Olalla de Bureba | Sur: Santa María del Invierno | Sureste: Castil de Peones                    |

## Demografía
Quintanavides cuenta con una población de 64 habitantes (INE 2024).
| Gráfica de evolución demográfica de Quintanavides entre 1842 y 2021                                                 |
| |
| Población de derecho según los censos de población del INE Población de hecho según los censos de población del INE |

| 1991 |  | 1996 |  | 2001 |  | 2004 |
| ---- |  | ---- |  | ---- |  | ---- |
| 84   |  | 86   |  | 84   |  | 118  |

## Historia
Villa en la cuadrilla de Prádano, una de las siete en que se dividía la Merindad de Bureba perteneciente al partido de Bureba. Jurisdicción de realengo con regidor pedáneo.
Localidad de paso del Camino de Santiago, por la llamada “Ruta de Bayona”, tuvo en el siglo XIV un hospital con 8 camas. En la actualidad, existe un albergue de peregrinos. Cuenta con una iglesia del siglo XVI, cuya Torre y retablo son del siglo XVII.
A la caída del Antiguo Régimen queda constituida en ayuntamiento constitucional del mismo nombre, en el partido Briviesca, región de Castilla la Vieja. Contaba entonces con 324 habitantes.

## Energía eólica
El complejo eólico La Brújula, promovido por Neo Energía, sociedad participada por Energías de Portugal (EDPl) y HC Energía (Grupo Hidrocantábrico), está integrado por cuatro parques conectados a la subestación Fresno de Veleta en Monasterio de Rodilla desde donde evacúa la energía, a través de una línea aérea de 10,86 km de longitud, hasta la subestación de Alcocero de Mola donde conectan a la red. 
Afecta a este municipio el denominado Llanos de San Martín, situado en los municipios de Quintanavides, Castil de Peones y Santa María del Invierno, con 21 aerogeneradores, y una potencia de 17,85 megavatios. 